# Kolumbiai Liberális Párt
A Kolumbiai Liberális Párt (spanyolul: Partido Liberal Colombiano; PLC) kolumbiai balközép politikai párt, szociáldemokrata és szociálliberális ideológiával.
1848-as alapítását követően az ország két legnagyobb politikai tömörülésének egyike lett az egy évvel később alapított Kolumbiai Konzervatív Párt mellett.
A két párt hívei számos polgárháborút vívtak egymás ellen. (Bővebben lásd: Kolumbia történelme, La Violencia, Ezernapos háború.)
Az 1948–1953-as nagy erőszakhullámot és Gustavo Rojas Pinilla tábornok diktatúráját követően a két párt kiegyezett, és létrehozták a Nemzeti Frontot, amelynek keretében 1958-tól 1974-ig négy évente felváltva adták a köztársasági elnököt, a többi választott tisztséget pedig paritásos alapon töltötték be. A megállapodást manapság sokan kritizálják, kétségtelen azonban, hogy jelentősen hozzájárult a korábbi erőszakos politikai hadviselés visszaszorulásához.
2002-ben a liberálisok adták a Kongresszus mindkét házának legnagyobb frakcióját, 54 képviselővel a 166-ból és 28 szenátorral a 102-ből. A 2006-os választásokon 38 képviselői és 18 szenátori széket szereztek.
A független jelöltként indult Álvaro Uribe köztársasági elnökké választásához a párt történetének legsúlyosabb válsága kapcsolódik. Uribe korábban a Liberális Párt tagja volt, egész korábbi politikai pályafutását a párton belül futotta, és bírja a korábban liberális színekben megválasztott kongresszusi tagok jelentős részének támogatását (őket „uribistáknak” szokás nevezi).
A párt válságának számos oka van Uribe meg- majd újraválasztása mellett, azonban ez a nyilvánvaló szakadás jelentősen csökkentette a korábbi vezető politikai erő támogatottságát. A párt jelenlegi vezetése nyíltan ellenzi Uribe kormányzati politikáját. Az egység legalább valamelyes fenntartása érdekében 2005 júniusában César Gaviria Trujillo korábbi köztársasági elnököt választották a párt élére.
Megfigyelők szerint a szakadás a párt szocialista, illetve neoliberális irányzata közötti, korábban is meglevő ellentétek kiújulásaként értékelhető, bár vannak eltérések. Az elmúlt években egyik szárnyat sem kímélték a korrupciós botrányok.
A 2006. május 28-iki elnökválasztáson a párt jelöltje, Horacio Serpa Uribe a szavazatok 11,84%-át megszerezve a harmadik helyen végzett.
A párt tagja a Szocialista Internacionálénak.